# Norbusa (köpinghuvudort i Kina, Tibet Autonomous Region, lat 29,22, long 92,20)
Norbusa (kinesiska: 罗布沙, Wangga, 旺嘎, 罗布沙镇) är en köpinghuvudort i Kina. Den ligger i den autonoma regionen Tibet, i den sydvästra delen av landet, omkring 110 kilometer sydost om regionhuvudstaden Lhasa. Antalet invånare är 1 183. Befolkningen består av 576 kvinnor och 607 män. Barn under 15 år utgör 25,0 %, vuxna 15-64 år 69 %, och äldre över 65 år 4,0 %.
Runt Norbusa är det glesbefolkat, med 8 invånare per kvadratkilometer. Närmaste större samhälle är Rongqu, 17,9 km väster om Norbusa. Trakten runt Norbusa består i huvudsak av gräsmarker.
Genomsnittlig årsnederbörd är 959 millimeter. Den regnigaste månaden är juli, med i genomsnitt 290 mm nederbörd, och den torraste är november, med 2 mm nederbörd.